# Eleições estaduais no Amazonas em 1998
As eleições estaduais no Amazonas em 1998 aconteceram em 4 de outubro como parte das eleições gerais no Distrito Federal e em 26 estados brasileiros. Foram vitoriosos o governador Amazonino Mendes, o vice-governador Samuel Hanan, o senador Gilberto Mestrinho, oito deputados federais e vinte e quatro estaduais num pleito onde o governador venceu em primeiro turno.
Nascido em Eirunepé, o empresário Amazonino Mendes graduou-se advogado em 1969 na Universidade Federal do Amazonas e permaneceu junto a Gilberto Mestrinho, que o nomeou para cargos de direção no Departamento de Estradas de Rodagem do Amazonas em seu primeiro governo e o nomeou prefeito de Manaus em sua segunda estadia no Palácio Rio Negro. Filiado ao PMDB foi eleito governador do Amazonas em 1986 e após sair do partido migrou para o PDC sendo eleito senador em 1990 e prefeito de Manaus em 1992 ingressando depois no extinto PPR voltando ao governo em 1994. Além de passar à história como o primeiro governador reeleito da história do estado, Amazonino Mendes igualou uma marca de Gilberto Mestrinho ao vencer três eleições para o cargo.
O novo senador amazonense é o professor, empresário e auditor fiscal Gilberto Mestrinho. Natural de Manaus, foi nomeado prefeito da cidade pelo governador Plínio Coelho, que o fez seu sucessor em 1958 via PTB. Eleito deputado federal pelo PST de Roraima em 1962, foi cassado pelo Ato Institucional Número Um por ser adversário do Regime Militar de 1964. Depois de reaver os direitos políticos, voltou ao PTB antes de entrar no PMDB, sendo eleito governador do Amazonas em 1982 e 1990. No intervalo entre esses anos subiu à vice-presidência nacional da Rede Bandeirantes em 24 de fevereiro de 1988, ano em que foi derrotado por Artur Virgílio Neto ao disputar a prefeitura de Manaus. Ressalte-se que embora tenha feito o senador, o PMDB do Amazonas não elegeu nenhum deputado federal e apenas um deputado estadual.

## Resultado da eleição para governador
Segundo o Tribunal Regional Eleitoral do Amazonas houve 818.238 votos nominais.
| Candidatos a governador do estado | Candidatos a vice-governador     | Número | Coligação                                                                   | Votação | Percentual |
| --------------------------------- | -------------------------------- | ------ | --------------------------------------------------------------------------- | ------- | ---------- |
| Amazonino Mendes PFL              | Samuel Hanan PFL                 | 25     | Amazonas Forte (PFL, PMDB, PSDB, PTB, PSC, PL, PRP, PST, PSDC, PRTB, PTdoB) | 418.373 | 51,13%     |
| Eduardo Braga PSL                 | Serafim Corrêa PSB               | 17     | Frente Ampla Reage Amazonas (PSL, PSB, PT, PDT, PPS, PCdoB, PMN, PPB, PSD)  | 390.214 | 47,69%     |
| Herbert Amazonas PSTU             | Rosanira Santiago Penaforte PSTU | 16     | PSTU (sem coligação)                                                        | 6.380   | 0,78%      |
| Raimundo Carvalhedo de Macedo PRN | Benjamin Abdol PRN               | 36     | PRN (sem coligação)                                                         | 3.271   | 0,40%      |
| Fontes:                           |                                  |        |                                                                             |         |            |

## Resultado da eleição para senador
Segundo o Tribunal Regional Eleitoral do Amazonas foram apurados 812.208 votos nominais.
| Candidatos a senador da República | Candidatos a suplente de senador                         | Número | Coligação                                                                   | Votação | Percentual |
| --------------------------------- | -------------------------------------------------------- | ------ | --------------------------------------------------------------------------- | ------- | ---------- |
| Gilberto Mestrinho PMDB           | João Thomé Mestrinho PMDB Gilberto Miranda PFL           | 15     | Amazonas Forte (PFL, PMDB, PSDB, PTB, PSC, PL, PRP, PST, PSDC, PRTB, PTdoB) | 405.131 | 49,88%     |
| Marcus Barros PT                  | Stones da Costa Machado PDT Edmeia da Silva Holanda PMN  | 13     | Frente Ampla Reage Amazonas (PSL, PSB, PT, PDT, PPS, PCdoB, PMN, PPB, PSD)  | 382.447 | 47,09%     |
| Irineia Vieira dos Santos PSTU    | Sidney Cabral PSTU Vilmar José Parreira PSTU             | 16     | PSTU (sem coligação)                                                        | 12.650  | 1,56%      |
| Evandro Carreira PV               | José William Pinto Linhares PV José Roberval da Silva PV | 43     | PV (sem coligação)                                                          | 11.980  | 1,47%      |
| Fontes:                           |                                                          |        |                                                                             |         |            |

  Gilberto Mestrinho
  Marcus Barros

De acordo com o Tribunal Superior Eleitoral houve 799.541 votos nominais (72,29%), e um total de abstenção e votos não totalizados de 306.465 (27,71%). Um total de eleitores de 1.106.006 eleitores.
Apenas dois candidatos tiveram resultados vitoriosos nos municípios do Amazonas. Gilberto Mestrinho do PMDB, que venceu em sessenta municípios, e Marcus Barros do PT, que conquistou duas cidades.

## Deputados federais eleitos
São relacionados os candidatos eleitos com informações complementares da Câmara dos Deputados.

Representação eleita
  PFL: 4
  PSDB: 1
  PCdoB: 1
  PPB: 1
  PL: 1

| Número  | Deputados federais eleitos | Partido | Votação | Percentual | Cidade onde nasceu | Unidade federativa |
| 2515    | José Melo                  | PFL     | 93.521  | 10,93%     | Ipixuna            | Amazonas           |
| 4545    | Artur Virgílio Neto        | PSDB    | 73.783  | 8,63%      | Manaus             | Amazonas           |
| 6565    | Vanessa Grazziotin         | PCdoB   | 64.407  | 7,53%      | Videira            | Santa Catarina     |
| 1111    | Luís Fernando              | PPB     | 64.096  | 7,49%      | Paraíba do Sul     | Rio de Janeiro     |
| 2555    | Francisco Garcia           | PFL     | 61.458  | 7,19%      | Manaus             | Amazonas           |
| 2522    | Pauderney Avelino          | PFL     | 59.037  | 6,90%      | Eirunepé           | Amazonas           |
| 2525    | Átila Lins                 | PFL     | 48.584  | 5,68%      | Fonte Boa          | Amazonas           |
| 2233    | Silas Câmara               | PL      | 38.310  | 4,48%      | Rio Branco         | Acre               |
| Fontes: |                            |         |         |            |                    |                    |

## Deputados estaduais eleitos
Estavam em jogo 24 cadeiras da Assembleia Legislativa do Amazonas.

Representação eleita
  PL: 5
  PTB: 5
  PFL: 4
  PPB: 2
  PSDC: 2
  PCdoB: 1
  PT: 1
  PMDB: 1
  PSC: 1
  PPS: 1
  PSDB: 1

Fontesː
| Números | Deputados estaduais eleitos       | Partido | Votação | Percentual | Cidade onde nasceu | Unidade federativa |
| 22662   | Wallace Souza                     | PL      | 51.180  | 5,86%      | Manaus             | Amazonas           |
| 11111   | Ricardo Nicolau                   | PPB     | 19.917  | 2,28%      | Manaus             | Amazonas           |
| 25123   | Miquéias Fernandes                | PFL     | 16.684  | 1,91%      | Boa Vista          | Roraima            |
| 14789   | Mourão                            | PTB     | 16.598  | 1,90%      | Fortaleza          | Ceará              |
| 25800   | Lupércio Ramos                    | PFL     | 16.433  | 1,88%      | Tonantins          | Amazonas           |
| 14111   | Régis da Silva                    | PTB     | 16.095  | 1,84%      | Manaus             | Amazonas           |
| 27111   | Liberman Moreno                   | PSDC    | 15.349  | 1,76%      | Jutaí              | Amazonas           |
| 14236   | Paulo Freire                      | PTB     | 14.231  | 1,63%      | Manacapuru         | Amazonas           |
| 25111   | Antônio Cordeiro                  | PFL     | 13.924  | 1,59%      | Rio Branco         | Acre               |
| 14666   | Belarmino Lins                    | PTB     | 12.591  | 1,44%      | Fonte Boa          | Amazonas           |
| 27777   | Marcos Rotta                      | PSDC    | 12.551  | 1,44%      | Cianorte           | Paraná             |
| 25112   | Professor Maneca Chaves           | PFL     | 12.313  | 1,41%      | Manaus             | Amazonas           |
| 14555   | Dr. Miguel Carrate                | PTB     | 12.299  | 1,41%      | Manaus             | Amazonas           |
| 22002   | Luiz Castro                       | PL      | 12.066  | 1,38%      | São Paulo          | São Paulo          |
| 65656   | Eron Bezerra                      | PCdoB   | 12.005  | 1,37%      | Boca do Acre       | Amazonas           |
| 22222   | Dr. Risonildo Carneiro de Almeida | PL      | 11.475  | 1,31%      | Santarém           | Pará               |
| 22345   | Francisco Souza                   | PL      | 10.552  | 1,21%      | Solonópole         | Ceará              |
| 22822   | Alfredo Moreira de Almeida        | PL      | 9.590   | 1,10%      | Maués              | Amazonas           |
| 11123   | Adjuto Afonso                     | PPB     | 8.465   | 0,97%      | Manaus             | Amazonas           |
| 13633   | Professor Sinésio Campos          | PT      | 7.114   | 0,81%      | Santarém           | Pará               |
| 15123   | Dr. Vicente Lopes                 | PMDB    | 6.960   | 0,80%      | Serrita            | Pernambuco         |
| 20644   | Eliúde Bacelar                    | PSC     | 6.834   | 0,78%      | Manaus             | Amazonas           |
| 25263   | Daniel Silva                      | PFL     | 6.712   | 0,77%      | Manaus             | Amazonas           |
| 45123   | Mário Frota                       | PSDB    | 5.441   | 0,62%      | Granja             | Ceará              |
| Fontes: |                                   |         |         |            |                    |                    |